# European Curling Federation
De European Curling Federation (ECF) was van 1975 tot 2015 de overkoepelende Europese organisatie voor de curlingsport.

## Geschiedenis
De Zwitser Jean Schild stelde begin jaren zeventig voor om een Europees kampioenschap te organiseren. Om dit idee kracht bij te zetten organiseerde hij in 1974 een Europees curlingtoernooi met teams uit Duitsland, Frankrijk, Italië, Noorwegen, Zweden en Zwitserland. Tijdens dit toernooi werd een vergadering bijeengeroepen om het idee van een Europese Curlingfederatie en dat van een Europees kampioenschap te bespreken. In maart 1975 vroeg Schild de International Curling Federation om de oprichting van de European Curling Council goed te keuren, hetgeen ook gebeurde. Schild werd de eerste voorzitter. In december van dat jaar vond in het Franse Megève het eerste EK plaats. In de jaren tachtig werd de naam van de bond veranderd in European Curling Federation. Sedert 2005 werd naast het EK voor mannen en vrouwen ook een EK voor gemengde landenteams georganiseerd door de ECF. In 2014 werd dit toernooi opgeheven.
De ECF stopte per 1 januari 2013 met het organiseren van de Europese kampioenschappen, nadat op de algemene vergadering van 14 december 2012 in Karlstad was besloten de federatie op te doeken. De organisatie van de Europese kampioenschappen werd overgedragen aan de World Curling Federation. De ECF bleef echter formeel bestaan tot 2015, toen ze definitief werd ontbonden.

## Voorzitters
| Periode     | Voorzitter            |
| ----------- | --------------------- |
| 1975 - 1977 | Jean Schild           |
| 1977 - 1979 | Bob Grierson          |
| 1979 - 1983 | Birger Mortensen      |
| 1983 - 1988 | Eric Harmsen          |
| 1988 - 1992 | Sten Willer-Andersen  |
| 1992 - 2000 | Roy Sinclair          |
| 2000 - 2008 | Malcolm Richardson    |
| 2008 - 2011 | Andrew Ferguson-Smith |
| 2011 - 2015 | Olli Rissanen         |

## Leden
| - Andorra - België - Bulgarije - Denemarken - Duitsland - Engeland - Estland - Finland - Frankrijk - Georgië - Griekenland - Hongarije - Ierland - IJsland | - Israël - Italië - Kosovo - Kroatië - Letland - Liechtenstein - Litouwen - Luxemburg - Nederland - Noorwegen - Oekraïne - Oostenrijk - Polen - Portugal | - Roemenië - Rusland - Schotland - Servië - Slovenië - Slowakije - Spanje - Tsjechië - Turkije - Wales - Wit-Rusland - Zweden - Zwitserland |